# Mound City (Illinois)
Mound City ist eine Kleinstadt (mit dem Status „City“) und Verwaltungssitz des Pulaski County im Süden des US-amerikanischen Bundesstaates Illinois. Das U.S. Census Bureau hat bei der Volkszählung 2020 eine Einwohnerzahl von 526 ermittelt.

## Geografie
Mound City liegt auf 37°05′07″ nördlicher Breite und 89°09′45″ westlicher Länge und erstreckt sich über 2 km². Der Ort liegt an der Mündung des Cache River in den Ohio River, der die Grenze zu Kentucky bildet. Der Mississippi, der Illinois von Missouri trennt, befindet sich 8 km westlich, die Grenze zu Indiana verläuft 175 km östlich.
Benachbarte Orte von Mound City sind Urbandale (4,7 km südsüdwestlich), Golden Lily (3,2 km südwestlich), Mounds (5,5 km nordwestlich) und America (9,1 km nordöstlich).
Die nächstgelegenen größeren Städte sind St. Louis in Missouri (235 km nordnordwestlich), Louisville in Kentucky (412 km ostnordöstlich), Tennessees Hauptstadt Nashville (285 km südöstlich) und Tennessees größte Stadt Memphis (271 km südsüdwestlich).

## Verkehr
Der älteste Verkehrsweg ist der Ohio River, auf dem auch heute ein wichtiger Teil der Warenströme durch das östliche Zentrum der USA transportiert wird. Der Fluss wird für große Binnenschiffe durch Stauwerke schiffbar gehalten, von denen sich das in Flussrichtung unterste im 14 km nordöstlich von Mound City gelegenen Olmsted befindet.
Am westlichen Rand von Mound City verläuft die Interstate 57, über die Chicago und Memphis miteinander verbunden sind. Durch das Zentrum von Mound City führt die entlang des Ohio verlaufende Illinois State Route 34. Alle weiteren Straßen sind innerörtliche Verbindungsstraßen sowie untergeordnete, zum Teil unbefestigte Fahrwege.
Mit dem Cairo Regional Airport befindet sich ein kleiner Flugplatz 9,7 km südwestlich von Mound City. Die nächstgelegenen größeren Flughäfen sind der Lambert-Saint Louis International Airport (257 km nordnordwestlich), der Nashville International Airport (300 km südöstlich) und der Memphis International Airport (288 km südsüdwestlich).

## Demografische Daten
Nach der Volkszählung im Jahr 2010 lebten in Mound City 588 Menschen in 234 Haushalten. Die Bevölkerungsdichte betrug 294 Einwohner pro Quadratkilometer. In den 234 Haushalten lebten statistisch je 2,51 Personen.
Ethnisch betrachtet setzte sich die Bevölkerung zusammen aus 44,4 Prozent Weißen, 53,4 Prozent Afroamerikanern, 0,2 Prozent (eine Person) amerikanischen Ureinwohnern, 0,2 Prozent Asiaten sowie 0,5 Prozent aus anderen ethnischen Gruppen; 1,4 Prozent stammten von zwei oder mehr Ethnien ab. Unabhängig von der ethnischen Zugehörigkeit waren 1,5 Prozent der Bevölkerung spanischer oder lateinamerikanischer Abstammung.
29,3 Prozent der Bevölkerung waren unter 18 Jahre alt, 59,6 Prozent waren zwischen 18 und 64 und 11,1 Prozent waren 65 Jahre oder älter. 52,2 Prozent der Bevölkerung war weiblich.
Das mittlere jährliche Einkommen eines Haushalts lag bei 28.000 USD. Das Pro-Kopf-Einkommen betrug 12.842 USD. 26,2 Prozent der Einwohner lebten unterhalb der Armutsgrenze.